# Neblinichthys pilosus
Neblinichthys pilosus är en fiskart som beskrevs av Ferraris, Isbrücker och Nijssen, 1986. Neblinichthys pilosus ingår i släktet Neblinichthys och familjen Loricariidae. Inga underarter finns listade i Catalogue of Life.